# آخرین مأموریت
آخرین مأموریت (به انگلیسی: The Last Detail) یک فیلم کمدی-درام آمریکایی به کارگردانی هال اشبی است که در سال ۱۹۷۳ ساخته شده است. فیلنامۀ این فیلم را رابرت تاون بر اساس رمانی به همین نام نوشتۀ داریل پاهنیسون به نگارش در آورده است.

## داستان
دو ملوان نیروی دریایی آمریکا مأمور انتقال ملوان جوانی می‌شوند که جرمش، تلاش برای سرقت چهل دلار پول از صندوق صدقه مؤسسه خیریه حمایت از حیوانات، متعلق به همسر ژنرال است.

## جوایز
- جایزه بهترین بازیگر مرد از جشنواره فیلم کن در سال ۱۹۷۴